# Kamienica przy Rynku 36-37 we Wrocławiu
Kamienica przy Rynku 36-37 – kamienica na wrocławskim rynku, na jego wschodniej pierzei, na tzw. stronie Zielonej Trzciny (niem. Grüne-Rohr-Seite) lub Zielonej Rury(według Mateusza Golińskiego ta część pierzei nosiła nazwę "Pod Podcieniami Kapeluszników").

## Historia i architektura kamienicy
Do końca XIX wieku w tym miejscu znajdowały się dwie bliźniacze kamienice. Miały one podobny wygląd: były to czterokondygnacyjne budynki, z dwukondygnacyjnym szczytem, dwuosiowe.
 W 1896 zostały one wyburzone, a w ich miejsce wzniesiono dom handlowy Gersona Fränkla, wg projektu Juliusa Hinroja. Nowy budynek miał pięć kondygnacji: na pierwszych trzech znajdowały się sklepy, na dwóch kolejnych magazyny i pracownie konfekcji. Elewacja budynku była dwudzielna; fasada na parterze była przeszklona, na dwóch wyższych kondygnacjach w dwóch kamiennych arkadach umieszczono okna witrynowe. Na czwartej i piątej kondygnacji znajdowały się mniejsze okna w stylu neogotyckim. Fasada zakończona była neogotyckim szczytem.

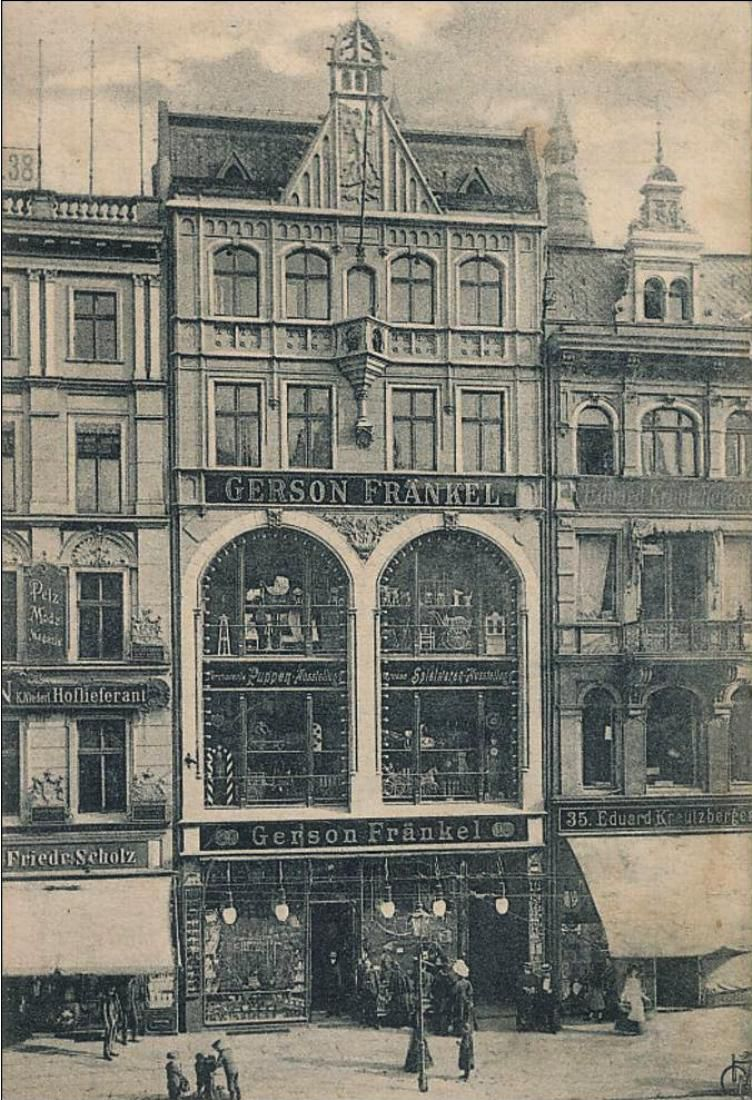
Dom handlowy Gersona Fränkla, lata 1900-1920

## Po II wojnie światowej
W wyniku działań wojennych w 1945 roku, kamienica uległa niewielkim zniszczeniom. Została odbudowana, a pod koniec lat 50. XX wieku przebudowana pod okiem architekta Mariana Rehowskiego i lwowskiego historyka sztuki, konserwatora i architekta Wincenta Witolda Rawskiego. Przy przebudowie zachowano stare mury wewnętrzne, a fasadzie nadano wygląd manierystyczny, podobny do tego, jaki kamienica prezentowała się w XIX wieku, wraz z dwoma szczytami i pozornym podziałem na dwie części. Pod koniec lat 90. XX wieku właścicielem kamienicy został biznesmen wrocławski Adam Piskozub. Za jego sprawą kamienica została gruntownie odnowiona i przebudowana. Nad pracami czuwał były konserwator zabytków Józef Cempa, a prace wykonywała m.in. wrocławska firma budowlana "MEDA-BUD". W wyniku prac odnowiona została fasada budynku, podniesiona została ostatnia kondygnacja. W budynku odrestaurowano szereg elementów konstrukcyjnych pochodzących z początku XX wieku: m.in. odrestaurowano i uruchomiono wewnętrzną windę z początku XX wieku obsługującą pierwszą, drugą i trzecią kondygnację oraz odrestaurowano wewnętrzną klatkę schodową znajdującą się pomiędzy pierwszym a drugim piętrem. Kamienica została przystosowana do wymogów handlowo-usługowych: w budynku swoją siedzibę miała firma ubezpieczeniowa Nationale-Nederlanden. W 2001 kamienicę dostosowano do potrzeb Banku Millennium.